# Novo Sarajevo
Općina Novo Sarajevo jedna je od devet općina Sarajevske županije i jedna od četiri općine Grada Sarajeva. Graniči s općinama Centar, Novi Grad i Vogošća, te s entitetom Republika Srpska.

## Zemljopis
Zemljopisne koordinate:43°52′N 18°24′E / 43.867°N 18.400°E
Područje općine Novo Sarajevo obuhvaća središnji dio Sarajevskog polja, plodne udoline smještene između visokih planina Bjelašnice, Igmana i Trebevića. Prostire se na površini od 9,9 km2, unutar zemljopisnih koordinata 43.528 N i 18.243 E, na prosječnoj nadmorskoj visini 500 metara. Prije rata općina je zauzimala površinu od 47,15 km2 što znači da sada oko 75% prijeratnog teritorija pripada Republici Srpskoj, a ostatak Federaciji BiH.

## Stanovništvo
Po posljednjem službenom popisu stanovništva iz 1991. godine, općina Novo Sarajevo (jedna od gradskih općina Grada Sarajeva) imala je 95.089 stanovnika, raspoređenih u 8 naselja.
| Stanovništvo općine Novo Sarajevo |                 |                 |                 |
| godina popisa                     | 1991.           | 1981.           | 1971.           |
| Muslimani                         | 33.902 (35,65%) | 26.634 (28,27%) | 37.147 (33,22%) |
| Srbi                              | 32.899 (34,59%) | 31.276 (33,20%) | 45.806 (40,96%) |
| Hrvati                            | 8.798 (9,25%)   | 11.104 (11,78%) | 17.491 (15,64%) |
| Jugoslaveni                       | 15.099 (15,87%) | 21.045 (22,34%) | 5.798 (5,18%)   |
| ostali i nepoznato                | 4.391 (4,61%)   | 4.141 (4,39%)   | 5.569 (4,98%)   |
| ukupno                            | 95.089          | 94.200          | 111.811         |

Na popisu 1971. godine, općina Novo Sarajevo bila je jedinstvena s općinom Novi Grad.

#### Sarajevo (dio naseljenog mjesta), nacionalni sastav
| Sarajevo (dio - Novo Sarajevo) |                 |                 |                 |
| godina popisa                  | 1991.           | 1981.           | 1971.           |
| Muslimani                      | 33.489 (36,84%) | 26.523 (29,28%) | 36.094 (34,98%) |
| Srbi                           | 29.295 (32,23%) | 28.039 (30,95%) | 38.806 (37,61%) |
| Hrvati                         | 8.764 (9,64%)   | 11.062 (12,21%) | 17.056 (16,53%) |
| Jugoslaveni                    | 15.026 (16,53%) | 20.871 (23,04%) | 5.758 (5,58%)   |
| ostali i nepoznato             | 4.318 (4,75%)   | 4.087 (4,51%)   | 5.465 (5,29%)   |
| ukupno                         | 90.892          | 90.582          | 103.179         |

## Uprava
Povijest Novog Sarajeva, odnosno nekih dijelova današnje općine Novo Sarajevo, kao službenog gradskog teritorija počinje devedesetih godina devetnaestoga stoljeća, kad austrougarska uprava reorganizira dotadašnji teritorijalni ustroj grada i novonastalo naselje (ozemlje današnje mjesne zajednice Dolac) ujedinjuje s mahalom Pofalići. Cijelo područje dobiva naziv Gradski Pofalići i postaje dijelom Kotara Koševo, jednog od sedam gradskih kotareva. Od tada, tijekom idućih stotinu i više godina, narečeno naselje prati sudbinu Grada i prolazi brojne reorganizacije u administracijskom smislu.

### Mjesne zajednice u Općini Novo Sarajevo
Danas se Općina Novo Sarajevo sastoji od sljedećih mjesnih zajednica: Čengić Vila I - Čengić Vila II - Dolac - Gornji Kovačići - Gornji Velešići - Grbavica I - Grbavica II - Hrasno - Hrasno Brdo - Kovačići - Kvadrant - Malta - Pofalići I - Pofalići II - Trg Heroja - Velešići - Vraca - Željeznička.

## Povijest
Prije rata općina Novo Sarajevo bila je jedna od najrazvijenijih u Bosni i Hercegovini. Oko 40% radne snage bilo je zaposleno u industriji. Tokom srpske opsade Sarajeva od 1992. do 1995. gospodarstvo je u potpunosti uništeno. Deset godina nakon Daytonskog sporazuma u općini se vrši prestruktuiranje gospodarstva, obnova uništenih kapaciteta i privatizacija.

## Gospodarstvo
Na teritoriju Novog Sarajeva su, do devedesetih godina prošloga stoljeća, bili smješteni ključni industrijski kapaciteti, odnosno gospodarski objekti Sarajeva. Spomenemo li samo neke (Tvornica duhana Sarajevo, Sarajevska mljekara, Paromlin, Pogon za pružna postrojenja, etc), razvidno je poradi čega je područje današnje općine smatrano zamajcem gospodarskog života grada, a i šireg područja. Početak razvitka općine u tom smislu svakako treba vezati za razdoblje austrougarske uprave, kad niču strateški objekti namjenske industrije, uglavnom u funkciji logisticiranja austrougarske gospodarske politike u BiH. Drugim riječima kazano, proizvodnja je u to vrijeme najvećim dijelom bila usmjerena na izgradnju željezničkih pruga i pratećih sadržaja. Po prirodi stvari, uslijedio je priljev stanovnika iz ekstenzivnih područja, ali i doseljenika iz praktično svih dijelova Monarhije, što je pak uvjetovalo poticanje novih i obogaćivanje postojećih vjerskih, obrazovnih, športskih i kulturnih sadržaja. 
Iako je Novo Sarajevo i tijekom desetljeća koja su uslijedila zadržalo radnički karakter, slika se postupno mijenja, osobito nakon prethodnog rata.

## Obrazovanje
Općinu Novo Sarajevo, uz ostalo, resi i mnoštvo školskih objekata, od pučkoškolske do sveučilišne razine. Tako se uz obale Miljacke nižu kultna Treća gimnazija (1948.), Srednja ekonomska škola (utemeljena 1912. kao Državna trgovačka akademija), Srednja elektroprivredna škola, Strojarski, Veterinarski, Prirodnomatematički fakultet...

## Kultura
Prve organizirane kulturne aktivnosti na teritoriju današnje Općine Novo Sarajevo svakako treba vezati za nacionalna društva utemeljena početkom dvadesetog stoljeća i njihovo djelovanje. U tom smislu istaknuta uloga pripada HKD-u Napredak, odnosno podružnici tog društva za Novo Sarajevo. Zahvaljujući naporima Napretkovih djelatnika stanovnici naglo rastućeg radničkog naselja, formiranog oko Željezničke radionice, mogli su barem djelomično zadovoljiti duhovne potrebe i pratiti europska i svjetska kulturna strujanja. 
Turbulentno vrijeme nakon Drugog svjetskog rata iznjedrilo je brojna ograničenja i zabrane, pa je tako uslijedila i zabrana rada nacionalnim društvima, a prazninu su popunila kulturno-umjetnička društva (dakle udruge sličnog tipa, ali bez nacionalnog predznaka), koja su se fokusirala na prezentiranje folklorne tradicije, recitale i drugo. 
Kako je naselje raslo tako su i kulturni sadržaji postajali raznovrsniji, pa Novo Sarajevo u drugoj polovici dvadesetog stoljeća dobiva nekoliko domova kulture, dva kina, brojne knjižnice.  Demokratske pak promjene devedesetih donose obnovu rada nacionalnih kulturnih društava, ali i nove oblike udruživanja kulturnih djelatnika, poput, primjerice, KNS-a Udruženja za kulturu – Novo Sarajevo.

## Poznate osobe
- Zdravko Čolić
- Bulend Biščević
- Slobodan Đurasović
- Željko Komšić

## Vjerski objekti u Novom Sarajevu
- Crkva Presvetog Trojstva u Novom Sarajevu (1906.)[5][6]
- Crkva Svetog Ignacija
- Hadži Idrizova džamija (1943.)
- Crkva Svetog Preobraženja

## Šport
- Karate klub Novo Sarajevo
- KK Novo Sarajevo, muški košarkaški klub
- KK Željezničar, ženski košarkaški klub
- FK Željezničar, muški nogometni klub
- OK Novo Sarajevo, muški odbojkaški klub